# Иран на Олимпијским играма
Иран се први пут појавио на Олимпијским играма 1948. године. које су биле друге олимпијске игре модерног доба. Од тада Иран је пропустио да пошаље своје представнике само у два наврата на Летње олимпијске игре; 1980. и 1984. године.
На Зимским олимпијским играма Иран је први пут учествовао 1956. године али није послао своје представнике у шест наврата: 1960, 1980, 1984, 1988, 1992 и 1994. године.
Иран никада није био домаћин олимпијских игара;
Ирански олимпијци су закључно са 2008. годином освојили 48 медаља на олимпијадама и све оне су освојене на Летњим олимпијским играма. Од четрдесет осам освојених медаља Ирана, једанаест је златних. Све медаље Ирана су освојене у три спорта Рвању, Дизању тегова и Теквондоу.
По неким изворима мачевалац Фрејдум Малком, који је учествовао на играма 1900. године, је персијског порекла и он се рачуна као први такмичар, олимпијац, из Ирана и уједно из Азије. Овај податак међутим МОК није евидентирао, па је као такав и незваничан.
Национални олимпијски комитет Ирана (National Olympic Committee of the Islamic Republic of Iran) је основан и признат од стране Међународног олимпијског комитета 1947. године.

## Медаље
| Учешће и освојене медаље Ирана на ОИ |       |        |        |        |  |    |    |    |    |  |
| Спортска дисциплина                  | Злато | Сребро | Бронза | Укупно |  |    |    |    |    |  |
| Рвање                                | 5     | 12     | 15     | 32     |  |    |    |    |    |  |
| Дизање тегова                        | 4     | 3      | 5      | 12     |  |    |    |    |    |  |
| Теквондо                             | 2     | 0      | 2      | 4      |  |    |    |    |    |  |
| Укупно                               |       |        |        |        |  | 11 | 15 | 22 | 48 |  |

### Освојене медаље на ЛОИ
| Учешће и освојене медаље Ирана на ЛОИ |                      |                      |                      |                      |                      |                      |                      |                      |                      |                      |
| ЛОИ                                   | Носилац заставе      | Учешће               | Муш.                 | Жене                 | спорт.               | Злато                | Сребро               | Бронза               | Укупно               | Ранг                 |
| 1896. Атина                           | Иран није учествовао | Иран није учествовао | Иран није учествовао | Иран није учествовао | Иран није учествовао | Иран није учествовао | Иран није учествовао | Иран није учествовао | Иран није учествовао | Иран није учествовао |
| 1900. Париз                           |                      |                      |                      |                      |                      | 0                    | 0                    | 0                    | 0                    |                      |
| 1904. Сент Луис                       | Иран није учествовао | Иран није учествовао | Иран није учествовао | Иран није учествовао | Иран није учествовао | Иран није учествовао | Иран није учествовао | Иран није учествовао | Иран није учествовао | Иран није учествовао |
| 1908. Лондон                          | Иран није учествовао | Иран није учествовао | Иран није учествовао | Иран није учествовао | Иран није учествовао | Иран није учествовао | Иран није учествовао | Иран није учествовао | Иран није учествовао | Иран није учествовао |
| 1912. Стокхолм                        | Иран није учествовао | Иран није учествовао | Иран није учествовао | Иран није учествовао | Иран није учествовао | Иран није учествовао | Иран није учествовао | Иран није учествовао | Иран није учествовао | Иран није учествовао |
| 1920. Антверпен                       | Иран није учествовао | Иран није учествовао | Иран није учествовао | Иран није учествовао | Иран није учествовао | Иран није учествовао | Иран није учествовао | Иран није учествовао | Иран није учествовао | Иран није учествовао |
| 1924. Париз                           | Иран није учествовао | Иран није учествовао | Иран није учествовао | Иран није учествовао | Иран није учествовао | Иран није учествовао | Иран није учествовао | Иран није учествовао | Иран није учествовао | Иран није учествовао |
| 1928. Амстердам                       | Иран није учествовао | Иран није учествовао | Иран није учествовао | Иран није учествовао | Иран није учествовао | Иран није учествовао | Иран није учествовао | Иран није учествовао | Иран није учествовао | Иран није учествовао |
| 1932. Лос Анђелес                     | Иран није учествовао | Иран није учествовао | Иран није учествовао | Иран није учествовао | Иран није учествовао | Иран није учествовао | Иран није учествовао | Иран није учествовао | Иран није учествовао | Иран није учествовао |
| 1936. Берлин                          | Иран није учествовао | Иран није учествовао | Иран није учествовао | Иран није учествовао | Иран није учествовао | Иран није учествовао | Иран није учествовао | Иран није учествовао | Иран није учествовао | Иран није учествовао |
| 1948. Лондон                          |                      |                      |                      |                      |                      | 0                    | 0                    | 1                    | 1                    |                      |
| 1952. Хелсинки                        |                      |                      |                      |                      |                      | 0                    | 3                    | 4                    | 7                    |                      |
| 1956. Мелбурн и Стокхолм              |                      |                      |                      |                      |                      | 2                    | 2                    | 1                    | 5                    |                      |
| 1960. Рим                             |                      |                      |                      |                      |                      | 0                    | 1                    | 3                    | 4                    |                      |
| 1964. Токио                           |                      |                      |                      |                      |                      | 0                    | 0                    | 2                    | 2                    |                      |
| 1968. Мексико Сити                    |                      |                      |                      |                      |                      | 2                    | 1                    | 2                    | 5                    |                      |
| 1972. Минхен                          |                      |                      |                      |                      |                      | 0                    | 2                    | 1                    | 3                    |                      |
| 1976. Монтреал                        |                      |                      |                      |                      |                      | 0                    | 1                    | 1                    | 2                    |                      |
| 1980. Москва                          | Иран није учествовао | Иран није учествовао | Иран није учествовао | Иран није учествовао | Иран није учествовао | Иран није учествовао | Иран није учествовао | Иран није учествовао | Иран није учествовао | Иран није учествовао |
| 1984. Лос Анђелес                     | Иран није учествовао | Иран није учествовао | Иран није учествовао | Иран није учествовао | Иран није учествовао | Иран није учествовао | Иран није учествовао | Иран није учествовао | Иран није учествовао | Иран није учествовао |
| 1988. Сеул                            |                      |                      |                      |                      |                      | 0                    | 1                    | 0                    | 1                    |                      |
| 1992. Барселона                       |                      |                      |                      |                      |                      | 0                    | 1                    | 2                    | 3                    |                      |
| 1996. Атланта                         |                      |                      |                      |                      |                      | 1                    | 1                    | 1                    | 3                    |                      |
| 2000. Сиднеј                          |                      |                      |                      |                      |                      | 3                    | 0                    | 1                    | 4                    |                      |
| 2004. Атина                           |                      |                      |                      |                      |                      | 2                    | 2                    | 2                    | 6                    |                      |
| 2008. Пекинг                          |                      |                      |                      |                      |                      | 1                    | 0                    | 1                    | 2                    |                      |
| 2012. Лондон                          |                      |                      |                      |                      |                      | 5                    | 6                    | 2                    | 13                   |                      |
| 2016. Рио де Жанеиро                  |                      |                      |                      |                      |                      | 3                    | 1                    | 4                    | 8                    |                      |
| 2020. Токио                           |                      |                      |                      |                      |                      |                      |                      |                      |                      |                      |
| 2024. Париз                           |                      |                      |                      |                      |                      |                      |                      |                      |                      |                      |
| 2028. Лос Анђелес                     | предстојећи догађај  |                      |                      |                      |                      |                      |                      |                      |                      |                      |
| 2032. Бризбејн                        | предстојећи догађај  |                      |                      |                      |                      |                      |                      |                      |                      |                      |
| Укупно                                |                      |                      |                      |                      |                      | 19                   | 22                   | 28                   | 69                   |                      |

### Освојене медаље на ЗОИ
| Освојене медаље Ирана на ЗОИ |                      |                      |                      |                      |                      |                      |                      |                      |                      |                      |
| ЛОИ                          | Носилац заставе      | Учешће               | Муш.                 | Жене                 | спорт.               | Злато                | Сребро               | Бронза               | Укупно               | Ранг                 |
| 1956. Кортина д'Ампецо       |                      |                      |                      |                      |                      | 0                    | 0                    | 0                    | 0                    |                      |
| 1960. Скво Вали              | Иран није учествовао | Иран није учествовао | Иран није учествовао | Иран није учествовао | Иран није учествовао | Иран није учествовао | Иран није учествовао | Иран није учествовао | Иран није учествовао | Иран није учествовао |
| 1964. Инзбрук                |                      |                      |                      |                      |                      | 0                    | 0                    | 0                    | 0                    |                      |
| 1968. Гренобл                |                      |                      |                      |                      |                      | 0                    | 0                    | 0                    | 0                    |                      |
| 1972. Сапоро                 |                      |                      |                      |                      |                      | 0                    | 0                    | 0                    | 0                    |                      |
| 1976. Инзбрук                |                      |                      |                      |                      |                      | 0                    | 0                    | 0                    | 0                    |                      |
| 1980. Лејк Плесид            | Иран није учествовао | Иран није учествовао | Иран није учествовао | Иран није учествовао | Иран није учествовао | Иран није учествовао | Иран није учествовао | Иран није учествовао | Иран није учествовао | Иран није учествовао |
| 1984. Сарајево               | Иран није учествовао | Иран није учествовао | Иран није учествовао | Иран није учествовао | Иран није учествовао | Иран није учествовао | Иран није учествовао | Иран није учествовао | Иран није учествовао | Иран није учествовао |
| 1988. Калгари                | Иран није учествовао | Иран није учествовао | Иран није учествовао | Иран није учествовао | Иран није учествовао | Иран није учествовао | Иран није учествовао | Иран није учествовао | Иран није учествовао | Иран није учествовао |
| 1992. Албервил               | Иран није учествовао | Иран није учествовао | Иран није учествовао | Иран није учествовао | Иран није учествовао | Иран није учествовао | Иран није учествовао | Иран није учествовао | Иран није учествовао | Иран није учествовао |
| 1994. Лилехамер              | Иран није учествовао | Иран није учествовао | Иран није учествовао | Иран није учествовао | Иран није учествовао | Иран није учествовао | Иран није учествовао | Иран није учествовао | Иран није учествовао | Иран није учествовао |
| 1998. Нагано                 |                      |                      |                      |                      |                      | 0                    | 0                    | 0                    | 0                    |                      |
| 2002. Солт Лејк Сити         |                      |                      |                      |                      |                      | 0                    | 0                    | 0                    | 0                    |                      |
| 2006. Торино                 |                      |                      |                      |                      |                      | 0                    | 0                    | 0                    | 0                    |                      |
| 2010. Ванкувер               |                      |                      |                      |                      |                      | 0                    | 0                    | 0                    | 0                    |                      |
| 2014. Сочи                   |                      |                      |                      |                      |                      | 0                    | 0                    | 0                    | 0                    |                      |
| 2018. Пјонгчанг              |                      |                      |                      |                      |                      | 0                    | 0                    | 0                    | 0                    |                      |
| 2022. Пекинг                 |                      |                      |                      |                      |                      |                      |                      |                      |                      |                      |
| 2026. Милано и Кортина       | предстојећи догађај  |                      |                      |                      |                      |                      |                      |                      |                      |                      |
| 2030. Француски Алпи         | предстојећи догађај  |                      |                      |                      |                      |                      |                      |                      |                      |                      |
| 2034. Солт Лејк Сити         | предстојећи догађај  |                      |                      |                      |                      |                      |                      |                      |                      |                      |
| Укупно                       |                      |                      |                      |                      |                      | 0                    | 0                    | 0                    | 0                    |                      |